# Corticium kauri
Corticium kauri är en svampart som beskrevs av G. Cunn. 1954. Corticium kauri ingår i släktet Corticium och familjen Corticiaceae.   Inga underarter finns listade i Catalogue of Life.